# Васин, Сергей Михайлович
Сергей Михайлович Васин (15 марта 1975, Никольский район, Пензенская область, СССР) — российский ученый в области экономической динамики, региональной экономики и управления в социальных и экономических системах. Почетный работник сферы образования Российской Федерации. Заслуженный работник образования Пензенской области. Заслуженный деятель науки Пензенской области. 
Доктор экономических наук, профессор.
Проректор по научной работе и инновационной деятельности Пензенского государственного университета с 2019 года.
Руководитель Пензенской региональной организации Вольного экономического общества России.
Эксперт научно-технической сферы, зарегистрирован в федеральном реестре экспертов ФГБНУ НИИ РИНКЦЭ.
Член Новой экономической ассоциации.
Член Совета по инновациям и инвестициям при Губернаторе Пензенской области.
Член Совета при Губернаторе Пензенской области по науке и высшему образованию.
Член Совета по инвестиционному развитию и предпринимательству города Пензы.
Руководитель научно-исследовательской лаборатории «Лаборатория исследования сбалансированного пространственного развития регионов» (Пензенский государственный университет)
WoS ResearcherID https://publons.com/researcher/R-8766-2016/
Scopus AuthorID https://www.scopus.com/authid/detail.uri?authorId=56436084600
ORCID https://orcid.org/0000-0002-0371-5517

## Биография
Родился в Никольском районе Пензенской области 15 марта 1975 года.
В 1997 году окончил ПГПУ им. В. Г. Белинского по специальности «Биология».
В 2001 году получил дополнительное высшее образование в Институте экономики и права (г. Курск) по специальности «Бухгалтерский учет и аудит».
В 2001 году в ПГПУ защитил кандидатскую диссертацию на тему «Совершенствование процессов управления человеческими ресурсами на предприятии (на примере предприятий отрасли „Машиностроение и металлообработка“ города Пензы)».
В 2007 году окончил докторантуру Санкт-Петербургского государственного университета, защитив диссертацию по теме «Трансформация социально-экономической системы региона».
В 1997—2001 годах работал ассистентом, в 2001—2002 — доцентом кафедры менеджмента и экономических теорий Пензенского государственного педагогического университета имени В. Г. Белинского.
В 2001—2003 годах — заместитель декана факультета экономики и менеджмента по учебной работе ПГПУ имени В. Г. Белинского.
С июля 2002 года — заведующий кафедрой менеджмента и экономических теорий ПГПУ, с 2012 по 2014 годы она называлась кафедрой управления бизнесом, с 2014 года — кафедра «Экономическая теория и международные отношения».
С марта 2005 по октябрь 2012 года — проректор по научной работе ПГПУ имени В. Г. Белинского.
С октября 2012 года по июнь 2015 года — советник при ректорате Пензенского государственного университета.
С июня 2015 года по июль 2019 года — проректор по международной деятельности ПГУ, профессор кафедры «Экономическая теория и международные отношения».
С июля 2019 года — проректор по научной работе и инновационной деятельности ПГУ, профессор кафедры «Экономическая теория и международные отношения».
Является председателем Пензенского регионального отделения Вольного экономического общества России.

## Научная деятельность
В 2001 году в ПГПУ защитил кандидатскую диссертацию на тему «Совершенствование процессов управления человеческими ресурсами на предприятии (на примере предприятий отрасли „Машиностроение и металлообработка“ города Пензы)».
В 2001 году присвоено ученое звание доцент по кафедре «Менеджмент и экономические теории» ПГПУ им. В. Г. Белинского.
В 2007 году защитил диссертацию на соискание ученой степени доктора экономических наук по теме «Трансформация социально-экономической системы региона».
В 2010 году присвоено ученое звание профессора по кафедре «Менеджмент и экономические теории» ПГПУ им. В. Г. Белинского.
Области научных интересов: 1) экономическая теория; 2) экономические системы; 3) региональная экономика.
Являлся руководителем научного коллектива и исполнителем в разработке ряда научных и научно-методических проектов Российского фонда фундаментальных исследований, Государственного задания Минобрнауки России, Федеральных целевых программ, Российского научного фонда. Один из последних проектов  - «Трансформация теорий развития социально-экономической системы, регионально-отраслевой динамики и рынка труда на фоне возникновения и распространения эпидемических и пандемических проявлений как факторов внезапного воздействия на общество», поддержанный грантом Российского научного фонда.

## Публикации
Автор около 350 публикаций, в том числе более 20 монографий, около 30 учебников и учебных пособий, более 40 научных статей в журналах, включенных в системы цитирования Web of Science и Scopus.

### Монографии
- Беляева И.Ю., Васин С.М., Прохорова Ю.Е. и др. (2024) Корпоративные стратегии и технологии в условиях глобальных трансформаций. Под ред. О. В. Даниловой, И.Ю. Беляевой. М. КНОРУС, 2024. 272 с.
- Беляева И.Ю., Васин С.М., Прохорова Ю.Е. и др. (2023) Корпоративные стратегии и технологии в условиях ESG-трансформации бизнеса. Под ред. И.Ю. Беляевой, О. В. Даниловой, И.В. Новиковой. М. КНОРУС, 2023. 332 с.
- Vasin S., Korolev K., Rasuvaeva T. et al. (2023). Enhancing Teaching Practice in Higher Education. International Perspectives on Academic Teaching and Learning. B. Kress, H. Kusse (eds.). Vol. 11. Berlin: Peter Lang GmbH, International Academic Publisher. DOI: 10.3726/b20153
- Vasin S., Tolstykh, T., Gamidullaeva, L., Nedelko S., Eremina E., Koshevoj O., Mkrttchian V. (2021). Research Anthology on Adult Education and the Development of Lifelong Learners. In Mehdi Khosrow-Pour (Ed.) (2021). Hershey, PA, USA: IGI Global. DOI: 10.4018/978-1-7998-8598-6.ch053
- Vasin S.M., Gamidullaeva L. A., Chernetsova N. et al. (2020). Avatar-Based Control, Estimation, Communications, and Development of Neuron Multi-Functional Technology Platforms. Hershey, PA, USA: IGI Global. 355 pages.
- Рожкова Л. В., Васин С. М., Тугускина Г. Н. и др. Управление кадровым потенциалом организаций: теория и практика. Пенза: ПГУ, 2019. 160 с.
- Potapova I., Gamidullaeva L., Vasin S. et al. (2019). Optimizing regional development through transformative urbanization. Umar G. Benna (Benna Associates, Nigeria). Hershey, PA, USA: IGI Global. 348 pages.
- Tolstykh T., Gamidullaeva L., Vasin S. et al. (2018). User innovation and the entrepreneurship phenomenon in the digital economy. Hershey, PA, USA: IGI Global. 357 pages.
- Васин С. М., Синявин В. Ю. (2012) Формирование концепции перспективной инвестиционной политики региональных предприятий. Пенза: ПГПУ, 196 с.
- Васин С. М., Синявин В. Ю. (2009) Специфика развития перспективной инвестиционной политики субъектов территориально-организованной экономической системы. Пенза: ПГПУ, 196 с.
- Васин С. М. (2005) Трансформация социально-экономической системы региона. Пенза: ПГПУ, 404 с.
- Васин С. М. (2004) Социально-экономические вопросы совершенствования работы предприятия: фактор человеческих ресурсов. Исследование отрасли региона. Пенза: ПГПУ, 191 с.

### Научные статьи
- Gamidullaeva, L. A., Shmeleva, N., Mityakov, E. S., Tolstykh, T., Vasin, S. (2025). Strategic Tools for the Formation of Cluster Capital to Implement Technological Innovations. Systems 13 (4), pp. 270. (квартиль Q1(WoS), Q2 SJR 0.58) http://doi.org/10.3390/systems13040270
- Васин С.М. (2025). Условия и результаты инновационного развития стран Латинской Америки и России: сравнительный анализ. Мир новой экономики. Т. 19. No 1. CC. 6-16. https://doi.org/10.26794/2220-6469-2025-19-1-6-16
- Vasin, S.M., Timokhina, D.M. (2024). Specific effect of innovation factors on socioeconomic development of countries in view of the global crisis. Economies 12 (8): 190. (квартиль Q1, SJR 0.52) https://doi.org/10.3390/economies12080190
- Васин С.М. (2024). Россия и Беларусь в сравнении глобального инновационного индекса. Экономическая наука сегодня. No 20. CC. 20-32. https://doi.org/10.21122/2309-6667-2024-20-20-32
- Vasin, S.M. (2023). A Theoretical Review of Socio-Economic Dynamics and Structural Transformation of Society: Traits and Constraints in Validating Response Processes Due to Unpredictable Factors. Economies 11 (7): 187. (квартиль Q1, SJR 0.52) https://doi.org/10.3390/economies11070187
- Васин С.М., Гамидуллаева Л.А. (2023). Трансформация отраслевой структуры региона как реакция на динамику международной торговли в период пандемии. МИР (Модернизация. Инновации. Развитие). Т. 14. No 2. C/ 187-206. (RSCI). DOI: 10.18184/2079-4665.2023.14.2.187-206
- Vasin, S., Prokhorova, Y., and Kotova, A. (2023) Formation of multinational personnel loyalty as an organization sustainable development factor. E3S Web of Conference. Volume 376, 2023. Article number 05011. International Scientific and Practical Conference “Environmental Risks and Safety in Mechanical Engineering” (ERSME-2023), Section V «Socio-cultural, Political, Economic, and Legal Issues Related to Environmental Stewardship». (SJR 0,18) DOI: 10.1051/e3sconf/202337605011
- Gamidullaeva, L. A., Vasin, S. M., Tolstykh, T., Zinchenko, S. (2022) Approach to Regional Tourism Potential Assessment in View of Cross-Sectoral Ecosystem Development. Sustainability. 14, 15476. (квартиль Q1, SJR 0,66) https://doi.org/10.3390/ su142215476
- Vasin, S. M. (2022). Comparative Analysis of Socioeconomic Models in COVID-19. Economies 10: 278. (квартиль Q2, SJR 0.44) https://doi.org/10.3390/ economies10110278
- Vasin, S. M. (2022). Sectoral Transformation of the Economic System during Crisis and Stable Growth Periods (A Case Study of the European Countries). Economies 10: 148. (квартиль Q2, SJR 0.44) https://doi.org/ 10.3390/economies10060148
- Deev, M., Gamidullaeva, L., Finogeev, A., Finogeev, A. (2021). The Convergence Model of Education for Sustainability in the Transition to Digital Economy. Sustainability. 13, 11441. (квартиль Q1, SJR 0,66) https://doi.org/10.3390/su132011441
- Tolstykh, T., Gamidullaeva, L., Shmeleva, N., Woźniak, M., Vasin, S. (2021). An assessment of regional sustainability via the maturity level of entrepreneurial ecosystems. Journal of Open Innovation: Technology, Market, and Complexity. 7(1), pp. 1–23, 5. DOI: https://doi.org/10.3390/joitmc7010005 (квартиль Q2, SJR 0,46). https://www.mdpi.com/2199-8531/7/1/5
- Vasin, S.M., Gamidullaeva, L.A., Finogeev, A.G., Mkrttchian, V.S., Berezin, A.A. (2021). The use of benchmarking tool to improve efficiency of company’s innovation activities in the conditions of digital economy. International Journal of Process Management and Benchmarking. 11(2), pp. 151–177. DOI: 10.1504/IJPMB.2021.113736 (квартиль Q3, SJR 0,32). http://www.inderscience.com/offer.php?id=113736
- Васин С.М., Прохорова Ю,Е. (2021) Влияние адаптационных мероприятий и профессионального обучения на результативность деятельности организаций с многонациональным персоналом // Вестник Кемеровского государственного университета. Серия: политические, социологические и экономические науки. 2021. Т. 6. No 3(21). С. 382-389.
- Васин С.М., Прохорова Ю,Е. (2021). Эмпирическое  исследование  факторов результативности  управления человеческими  ресурсами  в организациях  с многонациональным  персоналом // Вестник Пермского университета. Сер. «Экономика». 2021. Том 16. No 2. С. 202–217. doi: 10.17072/1994-9960-2021-2-202-217
- Gamidullaeva, L.A., Vasin, S.M., Wise, N. (2020). Increasing small- and medium-enterprise contribution to local and regional economic growth by assessing the institutional environment. Journal of Small Business and Enterprise Development, 27(2), pp. 259–280. DOI: 10.1108/JSBED-07-2019-0219 (квартиль Q1, SJR 0,73). https://www.emerald.com/insight/content/doi/10.1108/JSBED-07-2019-0219/full/html
- Vasin, S.M., Gamidullaeva, L.A., Wise, N., Korolev, K.Y. (2020). Knowledge Exchange and the Trust Institution: a New Look at the Problem. Journal of the Knowledge Economy, 11(3), pp. 1026–1042. DOI: 10.1007/s13132-019-00588-2 (квартиль Q2, SJR 0,48). https://link.springer.com/article/10.1007/s13132-019-00588-2
- Васин С.М., Нестерова С.М. (2020). Особенности менеджмента на основе системы сбалансированных показателей в стоматологических клиниках // Лидерство и менеджмент. Т. 7. № 4. С. 717-732. doi: 10.18334/lim.7.4.111323
- Васин С.М., Гамидуллаева Л.А., Финогеев А.Г. (2020). Разработка методологии управления взаимодействием субъектов в региональной инновационной системе на основе интеллектуального анализа больших данных // Инновации. 2020. № 1. С. 76-85. DOI: 10.26310/2071-3010.2020.255.1.010
- Gamidullaeva L., Vasin S., Surovitskaya G. (2019). Towards combining the triple helix concept with competence-based approach of educational management theory. Global Business and Economics Review. Vol. 21. No. 3/4, pp. 278–303. (квартиль Q3, SJR 0,21). DOI: 10.1504/GBER.2019.10019681
- Mkrttchian, V., Krevskiy, I., Bershadsky, A., Glotova, T., Gamidullaeva, L., & Vasin, S. (2019). Web-Based Learning and Development of University’s Electronic Informational Educational Environment. International Journal of Web-Based Learning and Teaching Technologies (IJWLTT), 14(1), pp. 32–53. DOI:10.4018/IJWLTT.2019010103 (квартиль Q3, SJR 0,35). https://www.igi-global.com/gateway/article/214977
- Gamidullaeva L., Finogeev A., Deev M., Finogeev A., Vasin S.M. (2019). The information and analytical platform for the big data mining about innovation of the region. (2019). Communications in Computer and Infirmation Science. 2019. T. 1083. P. 230-242 (квартиль Q4, SJR 0,21) DOI: 10.1007/978-3-030-29743-5_18
- Gamidullaeva L., Finogeev A., Schevchenko S., Finogeev A., Vasin S. (2019). Smart contracts multi-agent interaction of regional innovation subjects. Communications in Computer and Information Science. T. 1083. P. 420-434 (квартиль Q4, SJR 0,21)
- Vasin S., Gamidullaeva L., Finogeev A. (2019). Managing Stimulation of Regional Innovation Subjects’ Interaction in the Digital Economy. International Journal of Economics and Business Administration. Volume VII, Issue 4, 2019, pp. 293–306. (квартиль Q2) DOI: 10.35808/ijeba/344
- Васин С.М., Финогеев А.Г., Гамидуллаева Л.А., Мкртчян В.С., Березин А.А.  (2019). Разработка методики моделирования и прогнозирования конкурентоспособности научно-технических предприятий с использованием технологии бенчмаркинга // РИСК: Ресурсы, Информация, Снабжение, Конкуренция. № 4. С. 190-196
- Васин С.М., Тугускина Г.Н., Рожкова Л.В., Сальникова О.В. (2019). Роль корпоративной социальной ответственности в формировании конкурентных преимуществ современных организаций // Известия высших учебных заведений. Поволжский регион. Общественные науки. № 3(51). С. 217-225. DOI: 10.21685/2072-3016-2019-3-21
- Синявин В.Ю., Васин С.М., Скворцова В.А., Тактарова С.В. (2019). Факторный анализ в исследовании деловой активности и развития бизнес-среды в сфере промышленности России // Известия высших учебных заведений. Поволжский регион. Общественные науки. № 3(51). С. 161-169. DOI: 10.21685/2072-3016-2019-3-16
- Vasin S., Gamidullaeva L., Shkarupeta E., Palatkin I., Vasina T. (2018). Emerging trends and opportunities for industry 4.0 development in Russia. European research studies journal. 21(3), pp. 63–76  (квартиль Q2) DOI: 10.35808/ersj/1044
- Гамидуллаева Л.А., Васин С.М. (2018). Институциональный аспект проблемы восприимчивости региональной социально-экономической системы к инновациям // Вестник Омского университета. Серия “Экономика”. № 3(63). С. 184-194
- Васин С.М., Гамидуллаева Л.А., Финогеев А.Г., Мкртчян В.С., Березин А.А., Палаткин И.В. (2018). Социальные медиа как индикатор цифровой активности и цифровой зрелости населения // Проблемы современной экономики. 2018. № 3 (67). С. 32-39
- Васин С.М., Гамидуллаева Л.А. (2017). Региональное воспроизводство инноваций и развитие сетевого подхода. ЦИТИСЭ. № 4(13). 14 с.
- Vasin S.M., Gamidullaeva, L.A, Rostovskaya, T.K. (2017). The challenge of social innovation: approaches and key mechanisms of development. European research studies journal. 2017. 20(2), pp. 25–45. (квартиль Q2)
- Vasin S.M., Bareeva I.A. (2016). Managing the Development of a Competitive Strategy for an Organization. International Journal of Applied Business and Economic Research. Vol. 14. No. 9. p. 5951-5980  (квартиль Q4) (Serials Publications. India. ISSN 09727302; URL: http://serialsjournals.com/articlesview.php?volumesno_id=1064&article_id=11925&volumes_id=841&journals_id=22)
- Васин С.М., Гамидуллаева Л.А. (2015). Методический подход к оценке организационного потенциала высших учебных заведений // Региональная экономика: теория и практика. – 2015. – № 13 (388). – С. 16-28
- Васин С.М., Гамидуллаева Л.А. (2014). Моделирование и разработка методики оценки эффективности управления инновационной инфраструктурой (на примере бизнес-инкубаторов) // Наука и современность. – 2014. – № 1(1). – С. 21-34
- Васин С. М., Плешакова Н. А. (2013) Дисбаланс социального и экономического развития региона: вопросы измерения и проблема противоречия // Региональная экономика: теория и практика. № 19 (238). С. 38-45.
- Васин С. М., Бареева И. А. (2012) Особенности методологии исследования управления общеобразовательным учреждением // Вестник Саратовского государственного социально-экономического университета. Экономика и управление народным хозяйством. № 3(43). С.83-87.
- Васин С. М., Мамонова О. А. (2012) Природа и сущность понятия эффективности системы управления предприятием // Вектор науки Тольяттинского государственного университета. № 4 (22). С. 229—233.
- Васин С. М. (2012) Лимит самоорганизации социально-экономической системы — граница перехода к трансформации общества // Труды Вольного экономического общества России. № 4 (160). С. 165—172.
- Васин С. М., Бареева, И.А. (2012) Формирование научных взглядов на категорию управления общеобразовательными учреждениями // Среднерусский вестник общественных наук. № 4. С. 161—165.
- Ksenofontova Kh., Vasin S. (2012) The Problems of Territories Development Strategic Planning at the Federal and Municipal level in Russia and India // International Journal of Management and Social Sciences research. № 2. Vol. 1. P. 27-30.
- Васин С. М., Крутова Л. И. (2012) Исторические предпосылки трансформационных изменений в промышленности региона // Известия высших учебных заведений. Поволжский регион. Сер. Общественные науки. № 1. С. 150—157.
- Васин С. М., Бареева И. А. (2012) Формирование научных взглядов на категорию управления общеобразовательными учреждениями // Среднерусский вестник общественных наук. № 4. С. 161—165.
- Васин С. М. (2011) Трансформационная теория в динамике социально-экономических моделей общества // Известия ПГПУ им. В. Г. Белинского. № 24. С. 247—250.

### Научные конференции
Участник международных и всероссийских научных конференций, в том числе: III Международная научно-практическая конференция "Академический диалог: Россия - Латинская Америка", Москва, Россия (2024), X Международный научно-инновационный форум "Россия в многополярном мире: новые векторы развития", Самара, Россия (2023), I Международная научно-практическая конференция "Пространственное развитие России: высовы и перспективы трансформации", Москва, Россия (2023), VII Международная научно-практическая конференция "Актуальные проблемы исследования массового сознания", Пенза, Россия (2023), VIII Международный экономический конгресс, Санкт-Петербург, Россия (2023), I Международная научная конференция «Пинские чтения», Пинск, Беларусь (2022), IX Международный научно-инновационный форум «Россия и мир: повестка новой экономической реальности», Самара, Россия (2022), 5th International Conference on Education Science and Development (ICESD 2020), Bangkok, Thailand (2020), International Research Conference «Framing challenges in higher education: bridging the gap between Russia, China and Europe», Hainan, China (2019), 34th International Business Information Management Association (IBIMA), Madrid, Spain (2019), 31st International Business Information Management Association Conference (IBIMA) «Innovation management and education excellence through vision 2020», Milan, Italy, (2018), International conference on System modeling & advancement in research trends (smart) in 2018, Moradabad, India (2018), 19th European Conference on Knowledge Management (ECKM 2018) University of Padua, Italy, (2018).

### Учебники и учебные пособия
- Васин С. М., Шутов В. С. Антикризисное управление. М.: РИОР: ИНФРА-М, 2023. 272 с. (Учебное пособие. Рекомендовано ФГБОУ ВПО «Государственный университет управления» в качестве учебного пособия для студентов вузов, обучающихся по направлению подготовки «Менеджмент» (квалификация (степень) «бакалавр»)
- Резник С. Д., Васин С. М., Мазей Ю. А. и др. Управление высшим учебным заведением. 5-е изд., перер. и доп. М.: ИНФРА-М, 2019. 416 с. (Учебник. Допущено Советом УМО вузов России по образованию в области менеджмента в качестве учебника для системы дополнительного образования — повышения квалификации руководящих кадров вузов).
- Васин С. М., Шутов В. С. Управление рисками на предприятии. М.: КНОРУС, 2018. 304 с. (Учебное пособие. Допущено Советом УМО вузов России по образованию в области менеджмента в качестве учебного пособия по дисциплине региональной составляющей специальности «Менеджмент организации»)
- Бондаренко В. В., Васин С. М., Седлецкий А. В. Организационное поведение. М.: КНОРУС, 2016. 288 с. (Учебное пособие. Рекомендовано Советом УМО по образованию в области менеджмента в качестве учебного пособия для студентов вузов, обучающихся по направлению «Менеджмент» (квалификация (степень) «бакалавр»).

Результаты интеллектуальной деятельности, имеющие правовую охрану:
База данных "Регионы России: отраслевая статистика за 2007-2020 гг." Свидетельство о регистрации базы данных № 2022623262, 06.12.2022, заявка № 2022623223 от 29.11.2022

## Награды
- Медаль «За безупречный труд и отличие» (Приказ Минобрнауки РФ от 30.12.2021 г. № 1710 к/н)
- Почетная грамота Министерства образования и науки РФ (2008).
- Медаль «За заслуги в проведении Всероссийской сельскохозяйственной переписи 2006 года».
- Медаль «За заслуги в проведении Всероссийской сельскохозяйственной переписи 2012 года».
- Почетная грамота Губернатора Пензенской области (2018 г.).
- Почетная грамота Законодательного собрания Пензенской области (2013);
- Почетная грамота Главы г. Пензы (2014).
- Почетная грамота Главы администрации города Пензы (2018 г.)
- Благодарности Правительства Пензенской области (2008, 2009 гг.).
- Благодарности Главы администрации г. Пенза (2007, 2009, 2017 гг.),
- Благодарность Главы города Пензы (2009 г.).
- Благодарственное письмо Губернатора Самарской области (2021)
- Благодарность Губернатора Самарской области (2022 г.)
- Нагрудный золотой знак «За вклад в развитие Педагогического института имени В. Г. Белинского» (2024 г.)
- Почетная грамота Вольного экономического общества России (2024 г.)